# Пажа (приток Немины)
Пажа — река в России, протекает по Медвежьегорскому району Карелии. Устье реки находится в 30 км от устья Немины по левому берегу, в 9 км северо-западнее посёлка Немино-3, в 11 км северо-восточнее деревни Чёлмужи.
Длина реки составляет 34 км, площадь водосборного бассейна — 250 км².

## Притоки
(от устья к истоку)
- В 6,2 км от устья по левому берегу реки впадает река Кочкома (несёт воды Тервозера).
- из Нюгомозера (правый)
- В 12 км от устья по левому берегу реки впадает ручей Сковородный (левый)

## Данные водного реестра
По данным государственного водного реестра России относится к Балтийскому бассейновому округу, водохозяйственный участок реки — Бассейн Онежского озера без рр. Шуя, Суна, Водла и Вытегра, речной подбассейн реки — Свирь (включая реки бассейна Онежского озера). Относится к речному бассейну реки Нева (включая бассейны рек Онежского и Ладожского озера).
Код объекта в государственном водном реестре — 01040100612102000015860.